# Coldstream Guards
Coldstream Guards (deutsch Coldstream-Garde) ist der Name eines Gardegrenadier-Regiments der britischen Armee, das zur Gardedivision (Guards Division) gehört. Es ist damit eines der fünf Leibregimenter von König Charles III.

## Geschichte

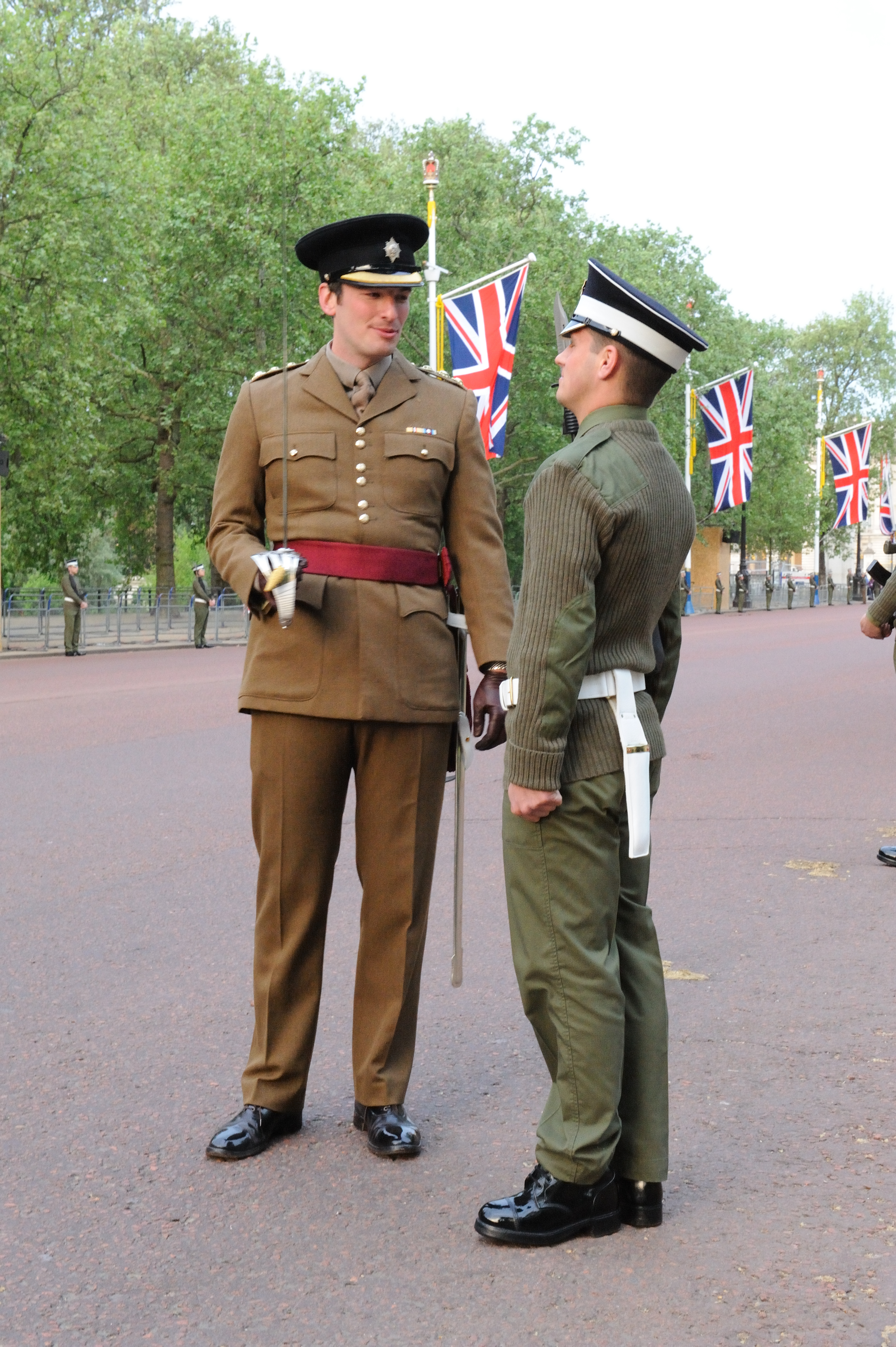
Offizier und Soldat der Coldstream Guards (2011)

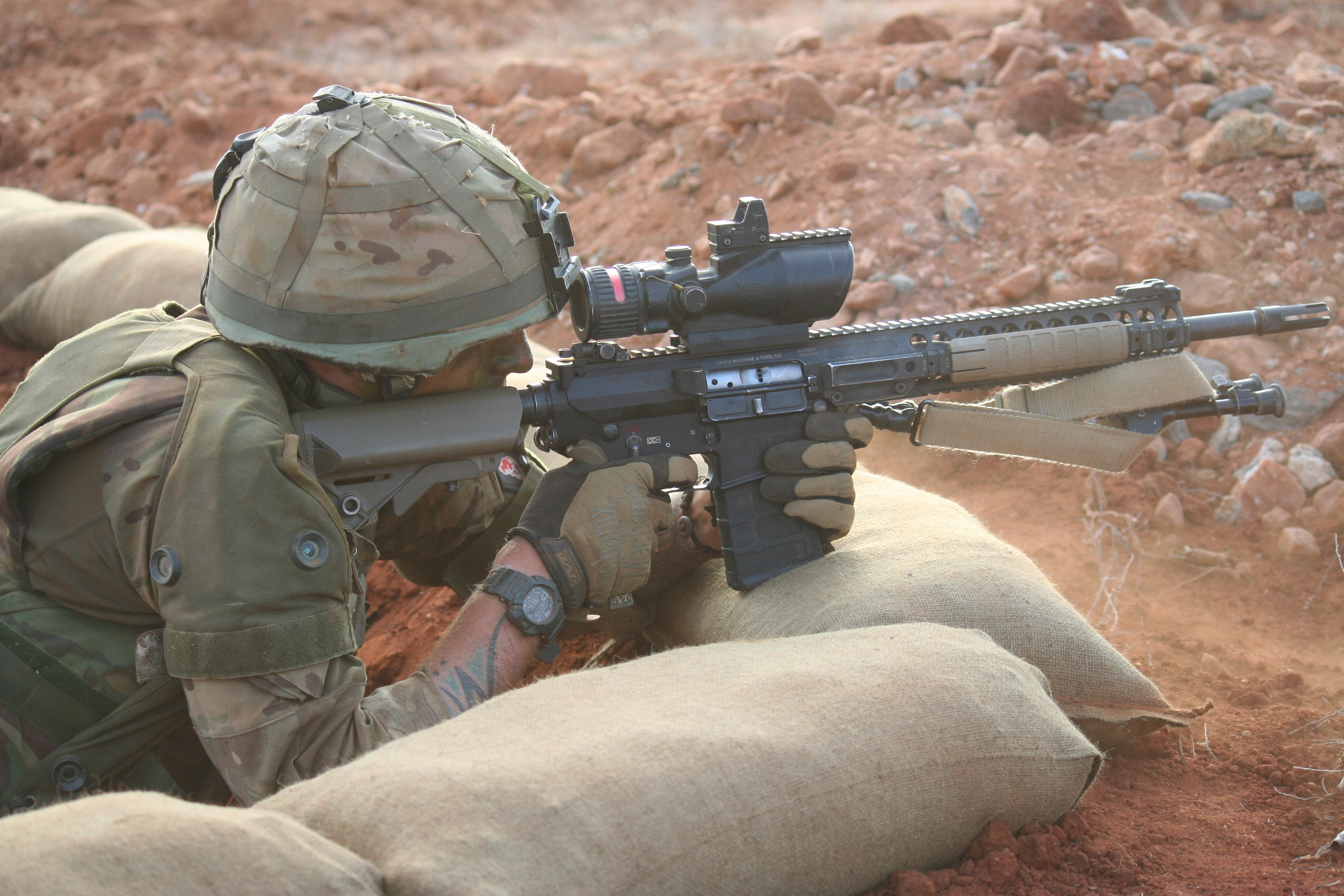
Angehöriger der Coldstream Guards mit einem LMT L129A1 Designated Marksman Rifle, 2013

Die Coldstream Guards sind das älteste Regiment der britischen Armee. Bereits 1650 wurde von Oliver Cromwell für den Colonel George Monck ein Patent zur Anwerbung eines Regiments ausgestellt und am 23. August 1650 trat es als “Monck’s Regiment of Foot” (dt. „Moncks Infanterieregiment“) in den Dienst.
Bei der Wiederherstellung der englischen Monarchie 1660 löste König Karl II. das gesamte Heer mit Ausnahme von Moncks Regiment auf, das vorzügliche Dienste geleistet habe. Den heutigen Namen erhielt das Regiment 1855. Mit der Namensgebung soll an die Ereignisse des Jahres 1660 erinnert werden: Nach dem Feldzug gegen Schottland im Jahre 1650 war das Regiment in Schottland geblieben. Nach dem Tod Oliver Cromwells und der Amtsaufgabe seines Sohnes Richard Cromwell schlug Monck sich auf die Seite der Royalisten. Am 1. Januar 1660 überquerte er mit seinen Truppen bei dem Ort Coldstream den Fluss Tweed, der an dieser Stelle die Grenze zwischen England und Schottland bildet. Am 3. Februar 1660 erreichte „Moncks Regiment“ London, wo es die Restauration der Monarchie unterstützte.
Der formelle Name des Regiments lautet His Majesty’s Coldstream Regiment of Foot Guards. Ihr Spitzname ist The Lilywhites. Ein gewöhnlicher Soldat der Coldstream Guards wird Guardsman genannt, eine Auszeichnung, die König Georg V. nach dem Ersten Weltkrieg einführte.
Der Wahlspruch des Regiments lautet: Nulli Secundus = Niemals Zweiter.
Heute wird das Regiment als leichte Infanterie eingesetzt und als Wachregiment verwendet. Es nimmt regelmäßig an vielen wichtigen protokollarischen Ereignissen in Großbritannien teil, z. B. an Trooping the Colour und Remembrance Sunday.
Derzeitiger Colonel of the Regiment ist seit 2009 Lieutenant-General Sir James Jeffrey Corfield Bucknall.

## Battle Honours
Das Regiment hat mehrere Battle Honours (ehrenvolle Erwähnungen von Schlachten, an denen es teilgenommen hat), die teilweise auf der Regimentsfahne aufgeführt sind.
Battle Honours (englische Bezeichnungen):
- Tangier 1680, Namur 1695, Gibraltar 1704–05, Oudenarde, Malplaquet, Dettingen, Lincelles, Egypt, Talavera, Barrosa, Fuentes d’Onoro, Salamanca, Nive, Peninsula, Waterloo, Alma, Inkerman, Sevastopol, Tel-el-Kebir, Egypt 1882, Suakin 1885, Modder River, South Africa 1899–1902
- Erster Weltkrieg (5 Bataillone): Mons, Retreat from Mons, Marne 1914, Aisne 1914, Ypres 1914 '17, Langemarck 1914, Gheluvelt, Nonne Bosschen, Givenchy 1914, Neuve-Chapelle, Aubers, Festubert 1915, Loos, Mount Sorrel, Somme 1916 '18, Flers-Courcelette, Morval, Pilckem, Menin Road, Poelcappelle, Passchendaele, Cambrai 1917 '18, St. Quentin, Bapaume 1918, Arras 1918, Lys, Hazebrouck, Albert 1918, Scarpe 1918, Drocourt-Quéant, Hindenburg Line, Havrincourt, Canal du Nord, Selle, Sambre, France and Flanders 1914–18
- Zweiter Weltkrieg: Dyle, Defence of Escaut, Dunkirk 1940, Cagny, Mont Pincon, Quarry Hill, Estry, Heppen, Nederrijn, Venraij, Meijel, Roer, Rhineland, Reichswald, Cleve, Goch, Moyland, Hochwald, Rhine, Lingen, Uelzen, North-West Europe 1940 '44–45, Egyptian Frontier 1940, Sidi Barrani, Halfaya 1941, Tobruk 1941 '42, Msus, Knightsbridge, Defence of Alamein Line, Medenine, Mareth, Longstop Hill 1942, Sbiba, Steamroller Farm, Tunis, Hammam Lif, North Africa 1940–43, Salerno, Battipaglia, Capezzano, Volturno Crossing, Monte Camino, Calabritto, Garigliano Crossing, Monte Ornito, Monte Piccolo, Capture of Perugia, Arezzo, Advance to Florence, Monte Domini, Catarelto Ridge, Argenta Gap, Italy 1943–45
- Gulf 1991

### Uniformdetails
Auf Distanz sind die Paradeuniformen der verschiedenen Garde-Regimenter nicht zu unterscheiden. Jedoch sind sie an bestimmten Uniform-Details zu erkennen:
- Die Coldstream Garde trägt an der rechten Seite ihrer Bärenfellmütze eine rote Feder.
- Am Kragen tragen sie als Regimentsabzeichen den Garter Star, das Symbol des Hosenbandordens.
- Neun Knöpfe, verteilt zu jeweils 2 und nachfolgender Pause (von oben: 2,0,2,0,2,0,2,0,1), befinden sich über dem Gürtel.
- An der Mütze der normalen Dienstuniform tragen die Soldaten ein weißes Band, genannt The Lily-whites.